# João Carlos dos Santos
João Carlos dos Santos (* 10. září 1972) je bývalý brazilský fotbalista.

## Reprezentace
João Carlos odehrál 10 reprezentačních utkání. S brazilskou reprezentací se zúčastnil Copa América 1999, Konfederační pohár FIFA 1999.

## Statistiky
| Brazílie | Brazílie | Brazílie |
| Roky     | Záp.     | Góly     |
| -------- | -------- | -------- |
| 1999     | 10       | 1        |
| Celkem   | 10       | 1        |